# Emendamenti della Costituzione irlandese
Un emendamento può essere proposto su qualsiasi parte della Costituzione, la legge fondamentale dell'Irlanda, ma può essere approvato soltanto tramite un referendum. Un emendamento deve essere approvato da entrambe le camere del Parlamento, per poi passare all'approvazione popolare mediante un referendum ed infine essere promulgata dal Presidente della Repubblica. Oltre ai referendum costituzionali, la Costituzione prevede, in circostanze straordinarie, referendum su una legge ordinaria, circostanza ancora mai avvenuta.

## Procedura
La procedura per l'emendamento della costituzione è prevista dall'articolo 46. Una proposta di emendamento deve esser presentata sotto forma di legge di modifica costituzionale per emendare che proviene dal Dáil Éireann (Camera bassa del Parlamento); deve prima essere approvato formalmente sia dal Dáil che dal Senato, che in pratica ha il potere soltanto di far ritardare la promulgazione dell'emendamento approvato dal Dáil, in questo caso l'emendamento deve essere approvato da un referendum popolare. Per l'approvazione è sufficiente in Parlamento una maggioranza semplice mentre per quanto riguarda il referendum non è previsto un quorum sulla partecipazione dell'elettorato. Nel referendum possono votare solo coloro che hanno la cittadinanza irlandese, dopo il referendum l'emendamento dev'essere promulgato dal Presidente della Repubblica.

## Lista degli emendamenti

### Nell'ambito delle disposizioni transitorie
- Primo emendamento della Costituzione irlandese: Esatta definizione di periodo di guerra, compresa anche una guerra a cui lo Stato non partecipasse direttamente. Il motivo per cui fu presentato quest'emendamento era di permettere che il governo esercitasse i poteri di emergenza durante la Seconda guerra mondiale, in cui l'Irlanda era neutrale, il referendum si svolve il 2 settembre 1939;
- Secondo emendamento della Costituzione irlandese: Emendamento a diversi articoli puntava ad introdurre vari cambiamenti al documento, qualcuno significativo ed altri secondari, quando era ancora possibile senza l'esigenza del referendum popolare, il referendum si svolse il 30 maggio 1941.

### Approvati tramite referendum
- Terzo emendamento della Costituzione irlandese: Permise l'adesione dell'Irlanda alle Comunità europee, approvato tramite il referendum del 10 maggio 1972, promulgato l'8 giugno 1972;
- Quarto e Quinto emendamento della Costituzione irlandese: Il Quarto permise di abbassare l'età minima del diritto di voto da 21 a 18 anni mentre il Quinto permise di abolire alcuni vantaggi che la Costituzione assegnava alla Chiesa cattolica, approvati tramite referendum il 7 dicembre 1972, promulgati il 5 gennaio 1973;
- Sesto e Settimo emendamento della Costituzione irlandese: il Sesto permise di creare gli Uffici per l'adozione mentre il Settimo permise che le istituzioni di alta istruzione avessero il diritto di eleggere propri rappresentanti al Senato, approvati tramite referendum il 5 luglio 1979, promulgato il 3 agosto 1979;
- Ottavo emendamento della Costituzione irlandese: Rese incostituzionale l'aborto. approvato tramite referendum il 7 settembre 1983, promulgato il 7 ottobre 1983;
- Nono emendamento della Costituzione irlandese: Allargò il diritto di voto ad alcuni soggetti non in possesso della cittadinanza irlandese, approvato tramite referendum il 14 giugno 1984, prumulgato il 2 agosto 1984;
- Decimo emendamento della Costituzione irlandese: Permise all'Irlanda di ratificare l'Atto Unico Europeo, approvato tramite referendum del 25 maggio 1987, promulgato il 22 giugno 1987;
- Undicesimo emendamento della Costituzione irlandese: Permise all'Irlanda di ratificare il Trattato di Maastricht, approvato tramite referendum del 18 giugno 1992, promulgato il 18 luglio 1992;
- Diciottesimo emendamento della Costituzione irlandese: consentì all'Irlanda di ratificare il Trattato di Amsterdam, approvato tramite il referendum del 22 maggio 1998, promulgato il 3 giugno 1998;
- Ventiseiesimo emendamento della Costituzione irlandese: consentì all'Irlanda di ratificare il Trattato di Nizza, approvato tramite il referendum del 19 ottobre 2002, promulgato il 7 novembre 2002;
- Ventottesimo emendamento della Costituzione irlandese: consentì all'Irlanda di ratificare il Trattato di Lisbona, approvato tramite il referendum del 2 ottobre 2009, promulgato il 15 ottobre 2009;